# 高階良子
高階 良子（たかしな りょうこ、1946年2月18日 - ）は、日本の少女漫画家。千葉県銚子市出身。
初期の代表作「リリ」が若木書房の『ゆめ』に掲載されデビューした。その後、雑誌界へ活動の場を移し、『なかよし』に江戸川乱歩原作の『黒とかげ』（原題：『黒蜥蜴』）、『血とばらの悪魔』（原題：『パノラマ島奇談』）、横溝正史原作の『血まみれ観音』（原題：『夜光虫』）などを連載、ジャンルをミステリに移した。
代表作は『マジシャン』、『地獄でメスがひかる』、『はるかなるレムリアより』、『ピアノソナタ殺人事件』など。

## 作品リスト

### 貸本
- 花陰（若木書房ひまわりブック）
- 海に咲く花（若木書房ひまわりブック）
- 星の口笛（若木書房ひまわりブック）
- 夕日に帰る（若木書房ひまわりブック）
- 思い出よさようなら（若木書房ひまわりブック）
- 黒いダイヤの瞳（若木書房ひまわりブック）
- 光降る夜に（若木書房ひまわりブック）
- まこちゃんかんぱい（若木書房ひまわりブック）
- がんばれお嬢さん（若木書房ひまわりブック）
- 夢見るメロン（若木書房ひまわりブック）
- 青春ワンマン物語（若木書房ひまわりブック）
- 続青春ワンマン物語（若木書房ひまわりブック）
- つばめさん・かごの中（若木書房チャーム漫画劇場）
- おかしなおかしなあいつ（若木書房チャーム漫画劇場）
- すきとおった世界（若木書房チャーム漫画劇場）
- ミッキーの顔役（若木書房チャーム漫画劇場）
- 手折れ花（若木書房チャーム漫画劇場）
- ミッキーお手をどうぞ（若木書房チャーム漫画劇場）
- ふたつの過去をさぐれ（若木書房チャーム漫画劇場）

### 新書版コミックス
- ヘア・プリンセス（若木書房 ティーン・コミックス）
- おしかけ秘書（若木書房 ティーンコミックス デラックス）
- 呪われた誕生日（若木書房 ティーンコミックス デラックス）
- 地獄でメスがひかる（講談社コミックス）
- くらやみに悪魔が!（若木書房 ティーンコミックス デラックス）
- 夕日の中のサキ（若木書房 ティーンコミックス デラックス）
- 昆虫の家（若木書房 ティーンコミックス デラックス）
- 三郎とあくしゅ（若木書房 名作漫画総集ブック）
- ばんから太陽（若木書房 名作漫画総集ブック）
- ずっこけ番長（若木書房 名作漫画総集ブック）
- 血とばらの悪魔（講談社 講談社コミックスなかよし）原作：江戸川乱歩『パノラマ島奇談』
- 黒とかげ（講談社 コミックスなかよし）原作：江戸川乱歩『黒蜥蜴』
- 死神の歌が聞こえる（若木書房 ティーンコミックス デラックス）
- 血まみれ観音（講談社 講談社コミックスなかよし）原作：横溝正史『夜光虫』
- はるかなるレムリアより（講談社 講談社コミックスなかよし）
- 真珠色の仮面（講談社 講談社コミックスなかよし）原作：横溝正史『仮面劇場』
- タランチュラのくちづけ（講談社 講談社コミックスなかよし）原作：佐山哲郎
- さすらいの口ぶえ（講談社 講談社コミックスなかよし）
- 地獄でメスがひかる（講談社 講談社コミックスなかよし）
- 化石の島（講談社 講談社コミックスなかよし）
- 赤い沼（講談社 講談社コミックスなかよし）
- ガラスの墓標（講談社 講談社コミックスなかよし）
- ばんから太陽（若木書房 ティーンコミックス デラックス）
- ドクターGの島（講談社 講談社コミックスなかよし）原作：江戸川乱歩『孤島の鬼』
- 銀色の谷（若木書房 ティーンコミックス デラックス）
- ピアノソナタ殺人事件（講談社 講談社コミックスなかよし）
- パンドラの秘密（秋田書店 プリンセス・コミックス）
- 修学旅行殺人事件（講談社 講談社コミックスなかよし）
- マジシャン 1 - 19（秋田書店 ボニータ・コミックス）
- 新マジシャン 1 - 8（秋田書店 ボニータ・コミックス）
- 幻のビルカバンバ（秋田書店 プリンセス・コミックス）
- ナーギの塔（秋田書店 プリンセス・コミックス）
- 交換日記殺人事件（講談社 講談社コミックスなかよし）
- 白い蝶の伝説（秋田書店 プリンセス・コミックス）
- 精霊の森（秋田書店 プリンセス・コミックス）
- 闇からの訪問者（秋田書店 ボニータ・コミックス）
- 赤い迷路（講談社 講談社コミックスなかよし）
- 銀色の谷（秋田書店 ボニータ・コミックス）
- 妖花（秋田書店 ボニータ・イブ・コミックス）
- むらさき神話（秋田書店 プリンセス・コミックス）
- 理科室殺人事件（講談社 講談社コミックスなかよし）
- ふしぎな森のマンドラゴラ（秋田書店 ボニータ・コミックス）
- 昆虫の家（秋田書店 ボニータ・コミックス）
- 夕日の中のサキ（秋田書店 ボニータ・コミックス）
- くらやみに悪魔が!（秋田書店 ボニータ・コミックス）
- 魔界樹 1 - 2（講談社 講談社コミックスなかよし）
- 花の殺意（秋田書店 アキタレディスコミックス）
- 蜜の森（秋田書店 プリンセス・コミックス）
- 海神（ポセイドン）の島（秋田書店 ボニータ・コミックス）
- あの人を消せ!（秋田書店 ボニータ・コミックス）
- 黄泉の小鳥（秋田書店 プリンセス・コミックス）
- 藍色伝説（秋田書店 ボニータ・コミックス）
- 死者（デス）の狩人（講談社 講談社コミックスなかよし）
- 魔性の祭壇（秋田書店 ボニータ・コミックス）
- インカ幻帝国（秋田書店 プリンセス・コミックス）
- シャンバラ 1 - 2（秋田書店 ボニータ・コミックス）
- 悪魔達のパラダイス 1 - 2（秋田書店 ボニータ・コミックス）
- 深淵の蛇（秋田書店 ボニータ・コミックス）
- 死面伝説（秋田書店 ボニータ・コミックス）
- 悪魔たちの巣 1 - 6（秋田書店 ボニータ・コミックス）
- バラ色の悲劇（秋田書店 ボニータ・コミックス）
- ダークネス・サイコ 1 - 4（秋田書店 ボニータ・コミックス）
- 死の媚薬 闇の呪文（秋田書店 ボニータ・コミックス）
- マンドラゴラ 1 - 6（秋田書店 ボニータ・コミックス）
- 死者（デス）の狩人（講談社 KCデラックス）
- 修学旅行殺人事件（講談社 KCデラックス）
- 紅蓮転生（秋田書店 ボニータ・コミックス）
- 理科室殺人事件（講談社 KCデラックス）
- 風と海とモアイ（秋田書店 ボニータ・コミックス・スペシャル）
- 雪降る夜の訪問者（秋田書店ボニータ・コミックス）
- 魔界樹 1 - 2（講談社 KCデラックス）
- 月下の赤い溜の中で（秋田書店 ボニータ・コミックス）
- 死を踊るランダ（秋田書店 ボニータ・コミックス・スペシャル）
- 魔境の浮舟（宙出版 ミッシーコミックスDX）
- 蛭子 1 - 2（秋田書店 ボニータ・コミックス）
- 妖かしの庭園（宙出版 ミッシーコミックスDX）
- メディアの薔薇（秋田書店 ボニータ・コミックス）
- アドニスの憂鬱な日々 1 - 5（秋田書店 ボニータ・コミックス）
- 終わりのない夜（宙出版 ミッシーコミックスDX）
- ガラスの墓標（秋田書店 ボニータ・コミックス・スペシャル）
- 魔獣封印（秋田書店 ボニータ・コミックス）
- 美術部殺人事件（秋田書店 ボニータ・コミックスα）
- サーカス殺人事件（秋田書店 ボニータ・コミックス α）
- 海の城砦殺人事件（秋田書店 ボニータ・コミックス α）
- ピアノソナタ殺人事件（秋田書店 ボニータ・コミックス α）
- 首吊り坂殺人事件（秋田書店 ボニータ・コミックス α）
- 吸血鬼殺人事件（秋田書店 ボニータ・コミックス α）
- -クロノス- 漆黒の神話 1 - 7（秋田書店 ボニータコミックス）
- デスハウス ‐死の家‐（秋田書店 ボニータコミックス）
- 幻想夜話（秋田書店 ボニータコミックス）
- モンスター殺人事件（秋田書店 ボニータコミックス）
- 高階良子選集1［死の媚薬　闇の呪文］（秋田書店 ボニータコミックスα）
- 高階良子選集2［緋の紋章］（秋田書店 ボニータコミックスα）
- 高階良子選集3［紅蓮転生］（秋田書店 ボニータコミックスα）
- 高階良子選集4［ワクワク島幻想］（秋田書店 ボニータコミックスα）
- 高階良子選集5［月下の赤い溜の中で］（秋田書店 ボニータコミックスα）
- 高階良子選集6［人呼谷伝説］（秋田書店 ボニータコミックスα）
- 高階良子選集7［魔獣封印］（秋田書店 ボニータコミックスα）
- 高階良子選集8［人形の囁き］（秋田書店 ボニータコミックスα）
- 高階良子選集9［メディアの薔薇］（秋田書店 ボニータコミックスα）
- 高階良子選集10［蛭子（上）］（秋田書店 ボニータコミックスα）
- 高階良子選集11［蛭子（下）］（秋田書店 ボニータコミックスα）
- 高階良子選集12［緋色の花冠］（秋田書店 ボニータコミックスα）
- 高階良子選集13［悪魔たちのパラダイス］（秋田書店 ボニータコミックスα）
- 高階良子選集14［赤い影］（秋田書店 ボニータコミックスα）
- 高階良子選集15［シャンバラ（上）］（秋田書店 ボニータコミックスα）
- 高階良子選集16［シャンバラ（下）］（秋田書店 ボニータコミックスα）
- 高階良子選集17［赤い迷路］（秋田書店 ボニータコミックスα）
- 高階良子選集18［ドリーム・ドーム］（秋田書店 ボニータコミックスα）
- 高階良子選集19［バラ色の悲劇］（秋田書店 ボニータコミックスα）
- 高階良子選集20［緋色の悪夢］（秋田書店 ボニータコミックスα）
- 高階良子選集21［魔界樹 1］（秋田書店 ボニータコミックスα）
- 高階良子選集22［魔界樹 2］（秋田書店 ボニータコミックスα）
- 高階良子選集23［黒とかげ］（秋田書店 ボニータコミックスα）
- 高階良子デビュー50周年記念セレクション1［ダークネス・サイコ 1］（秋田書店 ボニータコミックスα）
- 高階良子デビュー50周年記念セレクション2［ダークネス・サイコ 2］（秋田書店 ボニータコミックスα）
- 高階良子デビュー50周年記念セレクション3［ダークネス・サイコ 3］（秋田書店 ボニータコミックスα）
- 高階良子デビュー50周年記念セレクション4［ダークネス・サイコ 4］（秋田書店 ボニータコミックスα）
- 高階良子デビュー50周年記念セレクション5［ダークネス・サイコ 5］（秋田書店 ボニータコミックスα）
- 地獄でメスがひかる なかよし60周年記念版（講談社KCデラックス なかよし）
- 高階良子デビュー50周年記念セレクション6［ダークネス・サイコ 6］（秋田書店 ボニータコミックス）
- よろず幻夜館 1 - 4（秋田書店 ボニータコミックス）
- 高階良子デビュー50周年記念セレクション7［ダークネス・サイコ 7］（秋田書店 ボニータコミックス）
- 高階良子新選集1［悪魔たちの巣 1］（秋田書店 ボニータコミックスα）
- 高階良子新選集2［悪魔たちの巣 2］（秋田書店 ボニータコミックスα）
- 高階良子新選集3［悪魔たちの巣 3］（秋田書店 ボニータコミックスα）
- 高階良子新選集4［悪魔たちの巣 4］（秋田書店 ボニータコミックスα）
- 高階良子新選集5［悪魔たちの巣 5］（秋田書店 ボニータコミックスα）
- 高階良子新選集6［悪魔たちの巣 6］（秋田書店 ボニータコミックスα）
- 妖しの森の幻夜舘 1-3 (秋田書店 ボニータコミックス)
- 眠れる荊棘の… ネムレルイバラノ（秋田書店 ボニータコミックス）
- 70年目の告白〜毒とペン〜（秋田書店『ミステリーボニータ』2020年8月号[1] - 2022年11月号[2]、ボニータコミックス、全3巻）

### 文庫版コミックス
- 血まみれ観音（角川書店角川ホラー文庫）
- 高階良子殺人事件セレクション 1 - 3（講談社KCデラックス（ポケット））
- 高階良子傑作選1 地獄でメスがひかる（講談社漫画文庫）
- 高階良子傑作選2 はるかなるレムリアより（講談社漫画文庫）
- 高階良子傑作選3 黒とかげ（講談社漫画文庫）
- 高階良子傑作選4 血まみれ観音（講談社漫画文庫）
- 高階良子傑作選5 赤い沼（講談社漫画文庫）
- 幻想ロマンセレクション1 赤い迷路・課外授業殺人事件（講談社KCデラックス（ポケット））
- 幻想ロマンセレクション2 死者（デス）の狩人（講談社KCデラックス（ポケット））
- 幻想ロマンセレクション3 魔界樹vol.1（講談社KCデラックス（ポケット））
- 幻想ロマンセレクション4 魔界樹vol.2（講談社KCデラックス（ポケット））
- マジシャン 1 - 13（秋田書店秋田文庫）
- くらやみに悪魔が!（角川書店角川ホラー文庫）
- 新マジシャン 1 - 4（秋田書店秋田文庫）
- 高階良子ホラー・ワールド① 終わりのない夜（朝日ソノラマコミック文庫）
- 高階良子ホラー・ワールド② 妖かしの密林（朝日ソノラマコミック文庫）
- ドクターGの島（ぶんか社ホラーMコミック文庫）原作：江戸川乱歩『孤島の鬼』
- タランチュラのくちづけ（ぶんか社ホラーMコミック文庫）原作：佐山哲郎
- 昆虫の家（ぶんか社ホラーMコミック文庫）
- 化石の島（ぶんか社ホラーMコミック文庫）
- 竜神氏の遺産（ぶんか社ホラーMコミック文庫）
- インカ幻帝国（秋田書店秋田文庫）
- ナーギの塔（秋田書店秋田文庫）
- 赤い沼（ぶんか社ホラーMコミック文庫）
- グリーンエンゼル（ぶんか社ホラーMコミック文庫）
- 修学旅行殺人事件（ぶんか社ホラーMコミック文庫）
- 危険な神話（ぶんか社ホラーMコミック文庫）
- ピアノソナタ殺人事件（ぶんか社ホラーMコミック文庫）

## 単行本未収録作品リスト
- リリ（『ゆめ』に掲載）（デビュー作）
- 氷の慕情（『こだま』に掲載）
- もらいっ子（『泉』に掲載）
- 雨の夜の語らい（『こだま』に掲載）
- 赤い靴（『こだま』に掲載）
- 青春ゲリラ（『週刊少女フレンド』に連載）
- マリンデートはいかが?（『週刊少女フレンド』に掲載）
- シュート・No.1（『希望の友』に連載）
- 北風のバラード（未出版だったものを『デジタルホラーM Vol.015』が初収録）
- 白雪姫〜王子様の事情〜（『まんがグリム童話』2013年11月号に掲載）
- ヘンゼルとグレーテル（『まんがグリム童話』2014年11月号に掲載）
- 御霊祭祀り（『ミステリーボニータ 』2019年11月号に掲載）